# 손민채
손민채(1975년 ~ )는 대한민국의 가수다.

## 방송
- 콘테스트M4 (2024) - 대상

## 음반
- 예전처럼 / 뱃고동 (2017)
- 다시한번 (2019)
- 세월만 가네 (2022)
- 세월만 가네 (2023)

## 수상
- 대한민국 연예예술상 골든 싱어상 (2024)